# 短陌
短陌（たんぱく、省陌（しょうひゃく）とも）は、近代以前の東アジア地域で行われてきた商慣習で、100枚以下の一定枚数によって構成された銅銭の束（陌）を銅銭100枚（＝0.1貫）と同一の価値として扱う事。中国で発生した慣習とされ、日本で行われていた九六銭（くろくせん）と呼ばれる慣習もその1つである。

## 概要

### 中国
短陌の慣例の由来については不明な点もあるが、少なくとも前漢の時代には存在しなかった。これは紀元前175年に書かれた賈誼の上奏文によれば、当時四銖半両（四銖銭の半両銭）100銭の重さは1斤16銖（＝400銖）が基準とされ、それより軽い場合にはそれに何枚か足して1斤16銖分にしてそれを100銭分としたこと、反対にそれよりも重い場合には100枚に満たないことを理由に通用しなかったことが書かれていることによる（『漢書』食貨志）。これは裏を返せば銭100枚分の重量があっても、実際の枚数がともなわなければ通用しなかったことを示しており、銭100枚以下を100枚として通用させる短陌の慣例はまだ存在しなかったことを示している。
東晋の葛洪によって書かれた『抱朴子』において「人の長銭を取り、人に短陌を還す」の言葉があり（内篇6 微旨）、この時期に既に短陌の慣行があったことが知られる。梁の時代に経済的混乱から短陌が問題視されたことが知られている。この当時、国の東側では銭80枚を1陌として「東銭」と称し、西側では銭70枚を1陌として「西銭」と称し、首都の建康でも銭90枚を1陌として「長銭」と称した。このため、大同元年（546年）には、短陌を禁じる詔が出されたが効果はなく、梁朝末期には銭35枚を1陌とするようになったという（『隋書』食貨志）。この習慣は梁と対立関係にあった北周にも伝わり、甄鸞が著した数学書『五曹算経』には短陌に関する問題が登場している。
唐代以後、中国王朝が発行する銅銭は高い信用価値をもって通用されて日本をはじめとする周辺諸国においても自国通貨に代わって用いられるようになった。
だが中国の銅の生産能力は決して高いとは言えない上に、経済の急速な発展から銅銭の需要が銅銭発行量を上回るペースで高まったために、結果的には市中に流通する銅銭が慢性的に不足すると言う銭荒現象が生じるようになった。
そのため、銅銭の実際の価値が公定の価格以上に上昇して経済的に大きな影響を与えるようになった。そのため、唐代末期以後に銅銭の穴に紐をとおして纏めた束（陌）一差しに一定枚数があればそれをもって100枚と見なすという短陌の慣習が形成されるようになった。これは、実質上の通貨の切り上げになると同時に銅銭を多く取り扱う大商人に有利な制度として定着した。これに対して、短陌を用いずに銅銭100枚をもって支払うことを中国では「足銭」、日本では「長銭（丁銭・調銭）」・「調陌」と呼ぶ。
短陌そのものの規制もしくは公定のレートを定める動きは唐の時代から存在したが、五代十国の一つである後漢の宰相であった王章は、乾祐年間に77枚をもって銅銭100枚として見なす事を公的に定めたきまりが定着し、宋以後の王朝でも採用された。「省陌」の異名は特に公定のレートもしくはそれに基づく陌に対して用いられることが多い。なお、王章の時には民間より政府への納入は80枚をもって100枚としてみなしており、納税時の短陌を政府に有利にする方法が用いられていたが、北宋の太平興国2年（977年）に至ってこの仕組みが廃止されて77枚に統一された。だが、公式なレートによって短陌のレートを統一することは出来ず、民間では更に少ない枚数での短陌が行われ、政府にとっては民間よりも高い陌の価値を利用した物資調達における有利さを得たに過ぎなかった。孟元老の『東京夢華録』巻3「都市銭陌」においては、官用77・街市使用75・魚肉菜72・金銀74など、官が使うレートと民間のレートが異なり、更に業種によってはそれらとも異なる業界独自のレートが存在したことが記されている。
短陌が社会に定着すると、陌及び陌10束分で構成される「貫」と文（銅銭1枚）は同じ貨幣を用いながら、別の体系を有する貨幣単位として機能するようになり、陌を構成する実際の枚数が多少異なっていても公定のレートである省陌から大きく離れたものでなければ、同一単位の陌（100枚相当）として認められる慣例も生じた。
短陌は銅銭不足であった当時の経済状況に合わせた慣習であり、銅銭の輸送の不便さを軽減する上では歓迎された。だが、銅銭を多く保有して多額の取引を行う大商人には実質上の資産価値の増大に繋がる一方、短陌を外してしまうと銅銭本来の公定価値に戻ってしまう（宋代の公定価値を元にすると、短陌を外した銅銭を全て合わせても77枚分の価値しか有しないために、23枚分の損となる）ために、日常生活において小額の取引がほとんどである庶民にとっては大変不利な制度でもあった。更に明・清においては悪質な銭を用いた取引に対する良質な銭の使用レートを指す例も現れた。
なお、近年においては、調銭（100枚単位）が本来の通貨流通のあり方であることを前提とした通説を批判して、日常生活や取引の場面において銀や商品の相場との関係などを理由として、100枚以下の枚数（96枚や77枚など）で束を作った方が使い勝手が良かった場合もあり、100枚以下の銭束はその枚数分が必要であった（銭80枚分が相場であった商品を買うために80枚の銭束を作ることが広く行われていた）ケースも含まれている可能性もあるとして、短陌はそれ程広くは行われてはいなかったのではないかとする説も出されている。

### 日本
日本においては、鎌倉時代後期から室町時代にかけて銅銭97枚をもって100枚とみなす商慣習があったと言われている。その頃には差額の3枚分は目銭（めぜに）と称し、長銭（100枚）揃っているものを加目銭（かもくせん）・目足（めたり）、省陌（97枚）のものを目引（めびき）と称した。江戸時代に銅銭96枚（＝96文）の束をもって銭100文と見なした慣習も短陌の一つと見なされるが、その慣習は戦国時代初期の永正2年（1505年）の室町幕府による撰銭令の中において、（銅銭96枚を100文とすることを前提として）100文の1/3を32文として換算する規定が見られ、また江戸時代初期の数学書である『塵劫記』第14「銭売買の事」にも96枚を100文として計算する問題が提示されている。こうした慣行を九六銭または省銭とも呼び、これに対して銅銭100枚を100文とするものを調銭（長銭・丁銭）と称した。97銭が96銭になった理由については、江戸時代の『地方落穂集』が示した計算上の便宜を図る（96枚であれば、3・4・6・8などで割り切れる）とする説が有力である。また、これとは別に独自の短陌を設けている地方があり、周防・長門・土佐では80枚、伊予では75枚をもって100文とみなす慣習があった。明治維新後の明治5年（1872年）、大蔵省は貨幣の計数貨幣化を推し進めるため、九六銭などの短陌・省陌の慣習を禁止した。